# Gualtiero Galmanini
Gualtiero Galmanini, född 28 november 1909 i Monza, död 29 juni 1976 i Lido di Venezia, var en italiensk arkitekt och formgivare.

## Biografi
Galmanini växte upp i Milano och antogs till Politecnico i Milano. Hans studier avbröts av första världskriget, i vilket han tjänstgjorde 1916–1918. Han avlade examen i arkitektur 1921.
År 1947 var Gualtiero Galmanini formgivare vid Triennale di Milano tillsammans med Luigi Pollastri. Under 1950-talet samarbetade han med Piero Portaluppi.

## Bilder

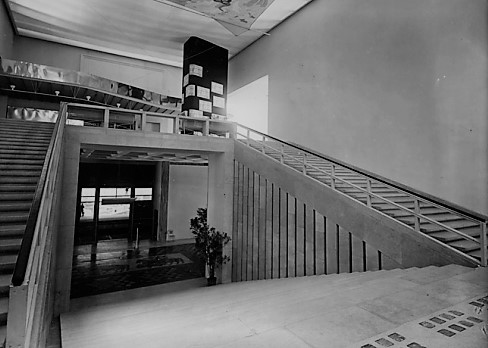
Galmanini, Triennale di Milano (1947).
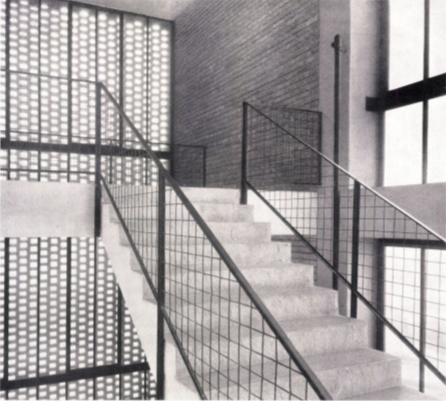
Trapphus (1955).
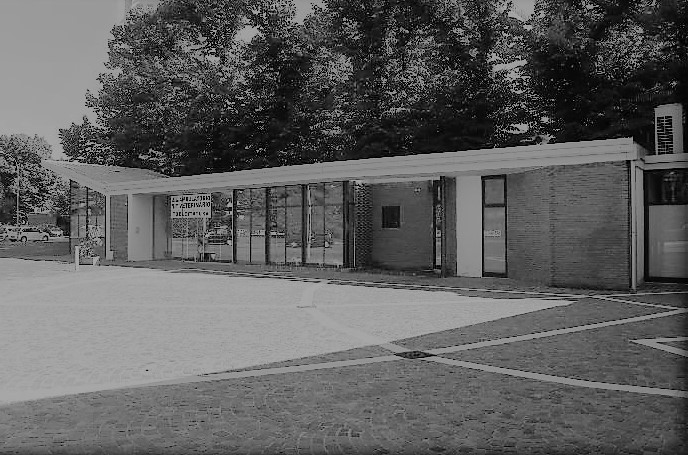
Bensinstation i Mantu (1958).